# Cantone dei cavalieri dell'Altmühl

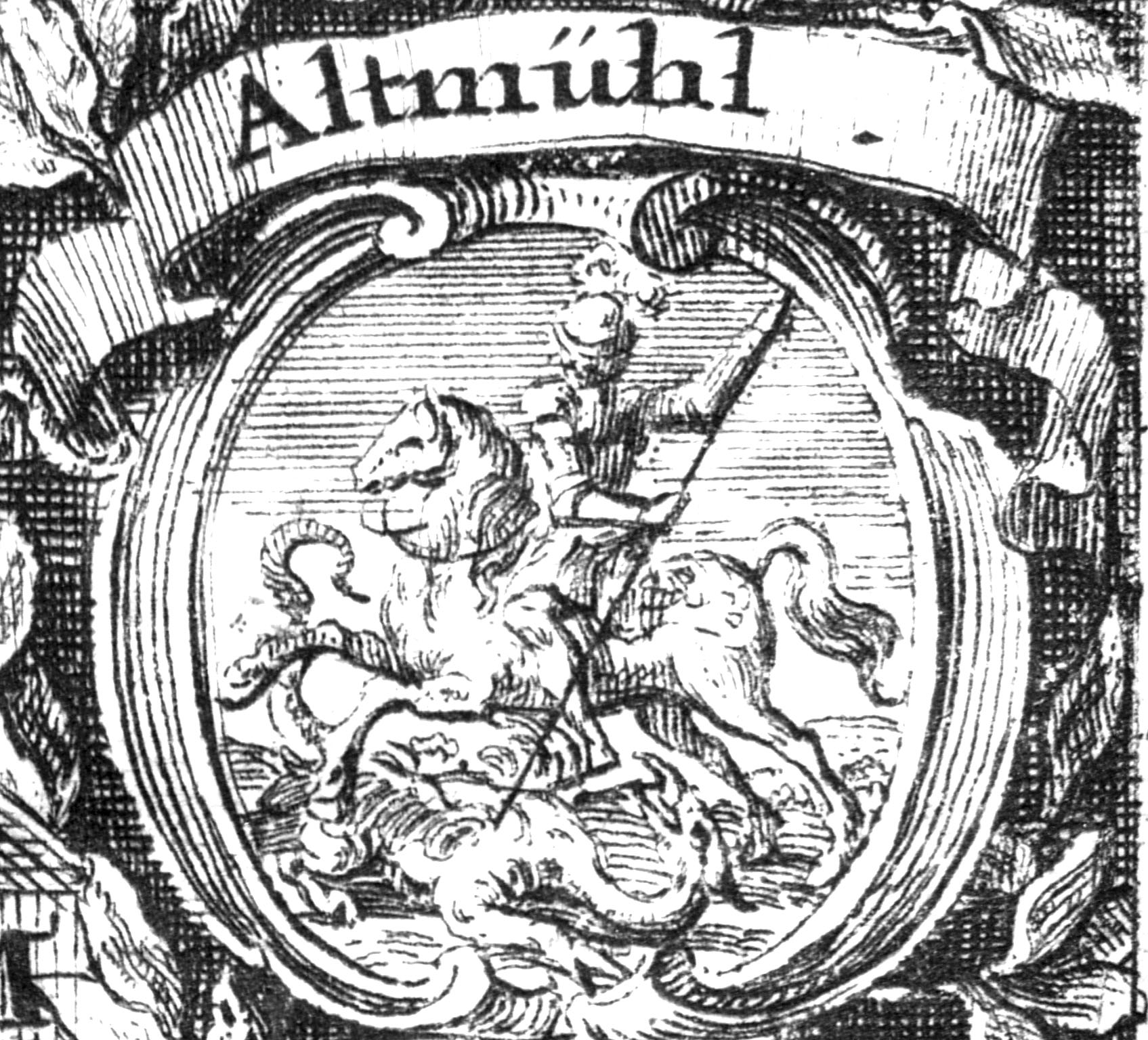
Stemma del cantone dei cavalieri dell'Altmühl nel Codex diplomaticus equestris cum continuatione del 1721

Il cantone dei cavalieri dell'Altmühl (tedesco: Ritterkanton Altmühl) fu un circolo di cavalieri del Sacro Romano Impero appartenente al Circolo dei cavalieri della Franconia.

## Storia

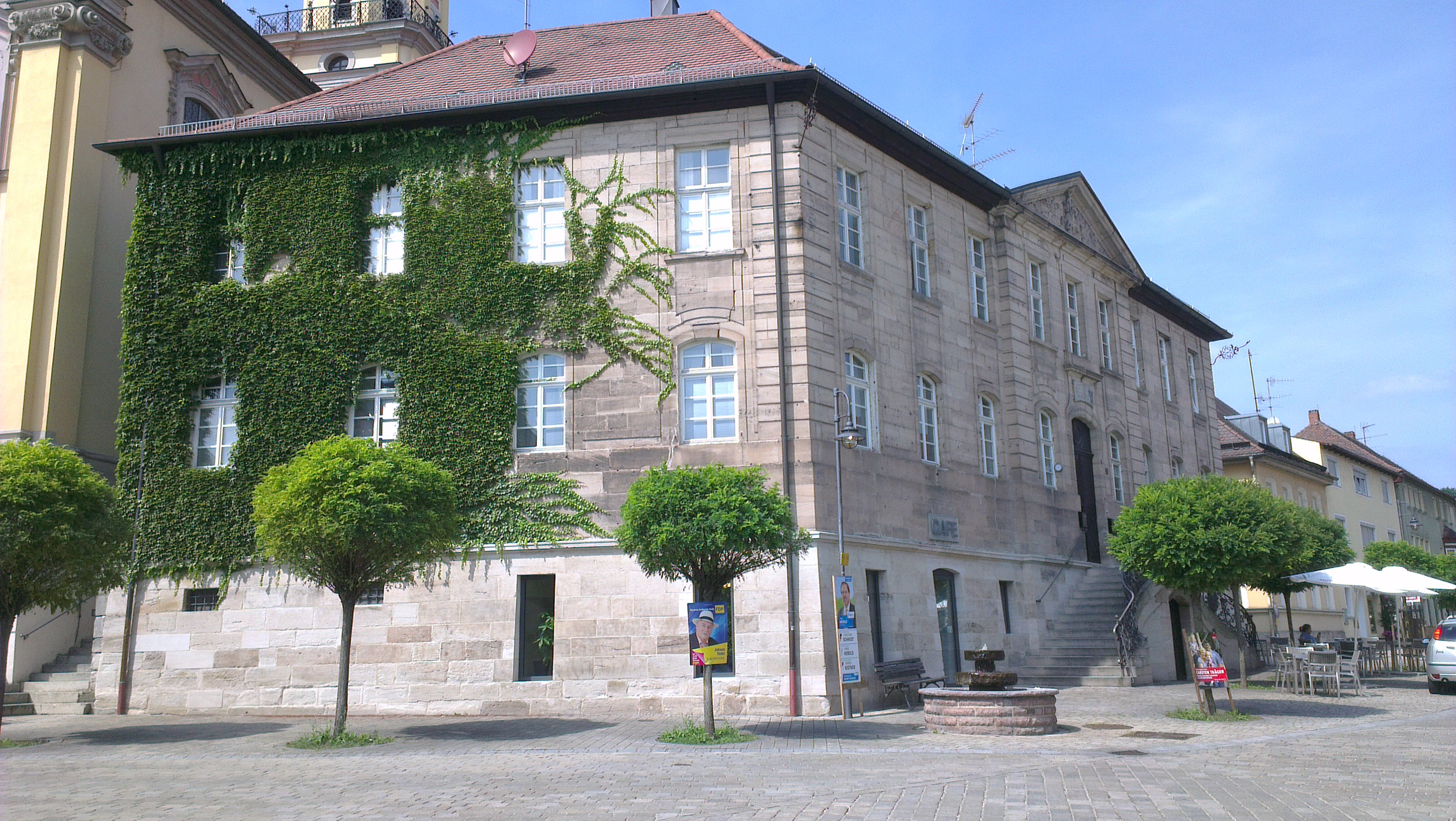
La sede del cantone dei cavalieri dell'Altmühl

Il cantone dei cavalieri dell'Altmühl venne creato a partire dal XVI secolo in Germania, nella regione del corso del fiume omonimo, in Franconia. Esso aveva originariamente sede a Rügland, ma dal 1703 la sede amministrativa venne spostata a Wilhermsdorf dove venne costruita anche una nuova sede e luogo di ritrovo per i cavalieri locali, la Ritterhaus, completata nel 1720 nella piazza del mercato cittadina.
Il cantone proseguì la propria vita associativa sino alla fine del secolo. Quando i principati di Ansbach e Bayreuth vennero infine definitivamente annessi allo stato prussiano nel 1791/1792, iniziarono immediatamente tempi difficili per tutti quei territori appartenenti a famiglie cavalleresche dell'impero che si trovavano in Franconia. Inizialmente il ministro prussiano che venne incaricato di queste transizioni, il barone Karl August von Hardenberg tentò di risolvere amichevolmente la situazione, pagando ai cavalieri un indennizzo perché questi rinunciassero ai loro possedimenti e la Prussia potesse unificare e fortificare i propri confini di stato, ma questa strategia ebbe un successo solo parziale. La Prussia progressivamente aumentò la propria pressione sui possedimenti dei cavalieri del Sacro Romano Impero nelle aree da lei vicine con interventi governativi mirati e azioni militari, eventi tutti contrari alla legge imperiale.
I cavalieri cercarono inizialmente il sostegno della provincia imperiale della Franconia e della corte imperiale di Vienna, le quali inizialmente si limitarono ad iniziative diplomatiche contro i crescenti attacchi in campo militare e fiscale della Prussia. Al 1798, dopo sequestri e vendite, i territori dei cavalieri del cantone di Altmühl erano stati già ridotti di un terzo. Due anni prima l'associazione dei cavalieri locale era stata privata dei propri registri storici, sequestrati e portati ad Ansbach in quanto il governo prussiano se ne riteneva il nuovo "tutore".
La persistente aggressiva politica territoriale della Prussia in Franconia, si concluse definitivamente col crollo del Sacro Romano Impero, la mediatizzazione degli stati principeschi e la soppressione infine dei circoli cavallereschi il 16 agosto 1806.

## Cavalieri imperiali del cantone Altmühl
- Absberg
- Altschell
- Ammann von der Laufenburg
- Appold auf Trendel
- Auer von Au
- Auritz
- Berga auf Zwernberg
- Bernheim
- Bibra
- Birkenfels
- Buttendorff
- Clengel auf Dürrenhof und Keyerberg
- Crailsheim auf Rugland
- Cronheim
- Diedenhofen
- Ehenheim
- Eichler, Freiherren von Auriz auf Dennenlohe und Oberschwaningen
- Eltershofen
- Embs
- Erlingshofen
- Eyb auf Ramersdorf, Neudettelsau, Wiedersbach, Vestenberg
- Falkenhausen
- Finsterlohe
- Forstern
- Fronhofen
- Gailinge von Illersheim
- Geuder von Heroldsberg auf Stein
- Gundelsheim
- Haldermannstetten
- Haller von Hallerstein
- Heßberg auf Lentzelsdorff
- Hausen
- Hirnheim
- Holzingen
- Hußlode
- Jartsheim auf Obermögersheim
- Kreß von Kressenstein auf Dürrenmungenau
- Kresser von Burg Farnbach
- Küdorfer
- Lauter
- Lentersheim auf Alt- und Neuen-Mur
- Littwag
- Leonrod auf Leonrod, Neudorf und Hornsegen
- Leublfing auf Falbenthal und Untererlbach
- Merckingen
- Mittelburg
- Mur
- Mußlohe
- Peller von Schoppershof
- Peusser von Leutershausen
- Grafen von Pückler auf Burg Farnbach, Brunn, Tantzenheid
- Rechenberg
- Rieter von Kornburg und Kalbensteinberg
- Schechse von Pleinfeld
- Schenken von Arberg
- Schenken von Geyern auf Geyern, Syburg und Wiesenbruck
- Schenken von Hirschlach
- Schenken von Leutershausen
- Schenken von Schenkenstein
- Schrotzberg
- Schwaningen
- Seckendorff auf Obern- und Unternzenn, Ober- und Unteraltenbernheim, Egenhausen, Trautskirchen, Urphetshof, Ermetshofen
- Senger auf Diespeck
- Stauff auf Adlitz
- Stettner von Grabenhof auf Neuburg und Reinersdorf
- Treuchtlingen
- Völderndorff
- Wildenstein auf Birnbaum
- Wilhelmsdorf
- Winkler von Mohrenfels auf Buch und Zeckern
- Wöllwart auf Polsingen
- Zocha auf Wald und Lauffenburg

Oltre a queste famiglie nobili, appartenevano a questo cantone anche 
- Città libera imperiale di Norimberga
- Ordine Teutonico, in quanto proprietario del feudo di Absberg